# Bathygobius cotticeps
Bathygobius cotticeps är en fiskart som först beskrevs av Steindachner, 1879.  Bathygobius cotticeps ingår i släktet Bathygobius och familjen smörbultsfiskar. Inga underarter finns listade.

## Bildgalleri

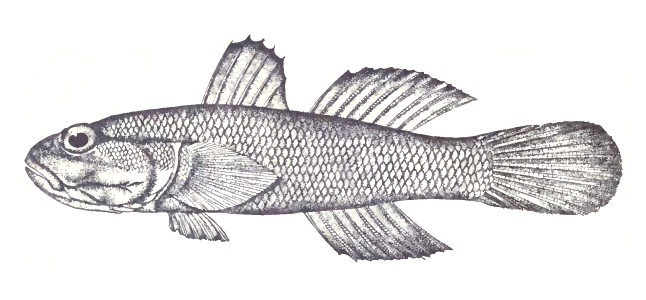